# 大時代 (台灣電視劇)
《大時代》為2018年民視八點檔連續劇，跨越1400年的時空演繹三個不同世代的女性，以唐朝女強人武則天轉世至現代繼續爭奪當故事主軸，搭配1950年代後期台灣紡織業興衰起伏。
此劇於2018年4月26日開拍，5月17日開鏡，6月29日舉行試片會，7月3日接檔《幸福來了》首播，2019年9月20日殺青，9月25日完結，共播出321集。

## 播出時間
| 頻道        | 所在地     | 播出日期                       | 播出時間                               | 備註   |
| ----------- | ---------- | ------------------------------ | -------------------------------------- | ------ |
| 民視無線台  | 臺灣       | 2018年7月3日－2019年9月25日    | 每週一至週四20:00 - 22:30              | 無     |
| 民視無線台  | 臺灣       | 2018年7月3日－2019年9月25日    | 每週五20:00 - 22:15                    | 無     |
| 民視無線台  | 臺灣       | 2018年7月7日－2019年9月28日    | 每週六日16:00 - 18:00                  | 無     |
| Astro歡喜台 | 马来西亚 · | 2018年12月20日 - 2021年7月30日 | 每週一至週五 16:30 - 17:30             | 外購版 |
| Astro歡喜台 | 马来西亚 · | 2021年8月2日 - 2022年4月12日   | 每週一至週五 15:00 - 16:00             | 外購版 |
| 佳樂台      | 新加坡     | 2019年5月12日 - 2019年9月29日  | 每週六日 19:00 - 21:00（兩集連播）     | 外購版 |
| 佳樂台      | 新加坡     | 2019年9月30日 - 2022年10月7日  | 每週一至週五 18:00 - 19:00             | 外購版 |
| THVL1       | 越南       | 2019年4月1日 - 2021年9月19日   | 每日17:30－18:30                       | 外購版 |
| 八度空间    | 马来西亚   | 2022年5月6日 - 2024年1月15日   | 每周一至周五 15:30 - 17:30（兩集連播） | 外購版 |

## 演員名單
- 江俊翰飾李承淵/林復生
- 江祖平飾楊幸美/張美滿
- 蔡東威飾賀良才/江文杰
- 吳皓昇飾孫如觀
- 邱琦雯飾廖秋月
- 余秉諺飾李志前/林志前
- 陳羽翔飾幼年李志前
- 王瞳飾伍家媚
- 吳以涵飾幼年伍家媚
- 馬俊麟飾孫煥然
- 陳昱丞飾幼年孫煥然
- 楚宣飾賀若蘭
- 蕭晴曦飾幼年賀若蘭[6]
- 韓宜邦飾李志開/林志開
- 張恩瑋飾幼年李志開
- 李又汝飾王天儀
- 陳妍安飾孫如貞
- 黃少谷飾孫煥奇
- 沈佑承飾幼年孫煥奇
- 張家瑋飾游素素
- 吳采庭飾幼年游素素
- 陳彥廷飾伍家輝
- 蔡瑞澤飾幼年伍家輝
- 林則希飾伍家明
- 麥海淇飾幼年伍家明
- 成潤飾楊大業
- 宋昱德飾幼年楊大業
- 郭晉綸飾小業業
- 謝京穎飾蔡雅珠
- 郭亞棠飾楊秀娟
- 黃子庭飾幼年楊秀娟
- 张柏舟飾楊阿公
- 季諾飾贺志恺
- 郭子乾飾伍士約
- 紅毛飾蔡鴻茂
- 楊繡惠飾蕭楊蕊
- 喬華國飾孫六合
- 馬念先飾游安妙
- 張可昀飾蕭春桃
- 羅巧倫飾郭玉華
- 趙心妍飾顧家
- 林玉書飾顧小玉
- 王中皇飾王正富
- 梁佑南飾宋麗萍
- 邱子芯飾高子芯
- 何豪傑飾何天翔
- 夏宇禾飾李志琳
- 茵芙飾徐品妍
- 黃瑄飾何敏蕙
- 林志豪飾方世國
- 姚黛瑋飾張美滿/楊幸美
- 黃耀冬飾方立康
- 洪瑞霞飾蔡母
- 羅子惟飾趙大仁
- 馬韻婷飾田寧
- 蔡佳麟飾蔡來旺
- 張䕒心飾張梅芬
- 劉奕飾英俊
- 童韋傑飾小巴
- 王希華飾魏海成
- 何曼寧飾何姐
- 賴芊合飾小珊
- 王采婕飾艾美麗
- 楊淨宇飾女記者
- 曾柏辰飾王文康
- 謝宇威飾方鳴
- 孫綻飾Hank
- 車冠德飾呂自強
- 郭亞菕飾阿倫
- 黃文星飾吳冠中

特別客串
- 陳美鳳飾武則天
- 游安順飾楊添財
- 王彩樺飾楊母
- 馬力歐飾林金水
- 黃鐙輝飾黃鐙輝
- 錢君仲飾算命師
- 謝瓊煖飾師姐
- 陳博正飾道士

## 爭議事件

### 沾毒事件
2018年9月10日早晨，江俊翰被巡邏員警發現其車內有一支施打過安非他命的針劑，當場被逮捕。江俊翰交保後召開記者會，透露自己為戲中角色「李承淵」所需，使用安非他命在短時間內快速增胖、減肥。民視聲明會幫助江俊翰走回正途，製作人王珮華也表示江俊翰表現良好，並會與編劇商討江俊翰角色的走向。鳳凰藝能總經理黃建福則表態會讓江俊翰短暫休息，後續看他恢復的狀況，再決定角色的存續。9月11日，江俊翰被迫離劇組，後在12月份與王珮華開會，回歸演出。

### 不倫戀事件
2019年7月初，馬俊麟與王瞳傳出曖昧關係，馬俊麟妻子梁敏婷事後在6日開始在Facebook上發文發洩自己的情緒，雙方一貫否認有任何的曖昧。王瞳事後暗示知道爆料者是誰，影射邱琦雯，邱琦雯於7月28日在Facebook上發文抒發不滿，表示自己被栽贓，並在31日暗嗆王瞳「清純外表皮囊底下只剩醜陋」。9月11日，馬俊麟、王瞳被鏡週刊拍到兩人月初私下碰面，王瞳表示只是巧遇馬俊麟而與他打招呼，馬俊麟則搬出經紀公司合約條款，表示若違約就要罰幾百萬，稱自己「沒錢根本不會亂來」。戲劇殺青後，邱琦雯表示和王瞳乃是專業關係，沒什麼深仇大恨，王瞳、馬俊麟表示雙方還是朋友，但私下不會再聯絡。
10月1日，王瞳收到法院的通知，得知梁敏婷已向自己提出侵害配偶權的告訴，並要求400萬新台幣賠償。10月2日，王瞳帶著母親和阿姨到馬俊麟家想要跟梁敏婷解釋清楚，卻引發梁敏婷怒火，表示「什麼是侵門踏戶終於懂了」。10月3日，王瞳、馬俊麟召開記者會承認發生婚外情，馬俊麟表示王瞳並沒「侵門踏戶」，梁敏婷無可忍怒，上傳王瞳阿姨狂罵的影片。鳳凰藝能表示暫停馬俊麟、王瞳的演藝工作，「讓他們深刻反省」。
工作人員透露，該劇原本預計播到12月尾，因當時謠言已傳到國外，怕影響對國外市場的形象，並已影響到國內收視率，決定提早三個月下檔，但民視後表態原本應該在暑假下檔，反而多演了兩個多月。

### 職場霸凌指控
2019年9月23日，邱琦雯在Facebook上透露在落幕前最後一場戲被郭統籌利用撤班威脅自己盡快準備拍戲，並爆料統籌平常時一不滿就會對工作人員飆罵髒話，自己忍到殺青後才發文。事後，許姓前製作助理透露已向統籌提出妨害名譽及恐嚇、公然侮辱的告訴，統籌表示「幹你娘」等髒話只是口頭禪，自己和工作人員「其實都處得滿愉快」，但不否認拍戲當天曾罵過邱琦雯。
10月27日，許姓前製作助理指控江祖平因懷疑他向製作人打小報告並指出「割喉」的手勢，許也向江祖平提出恐嚇、公然侮辱等告訴。江祖平的經紀公司反應，許入劇組的時間不長，且在2019年2月已經辭職，並指出許「本身就很愛爆料，找過多家媒體投訴大小事」，不僅向江祖平、郭統籌，還告了副導及幾名該劇的工作人員，因為許是劇組找的，已「交給劇組處理」。劇組則表示已勸過許，許也答應談和解，卻不料執意提告。

## 獎項紀錄
| 年份   | 頒獎典禮           | 獎項               | 獲獎人     | 結果 |
| 2019年 | 第54屆金鐘獎       | 戲劇節目新進演員獎 | 蔡佳麟     | 提名 |
| 2019年 | 2019亞洲影視學院獎 | 最佳長篇電視節目   | 《大時代》 | 提名 |

## 外部連結
- 官方网站（繁體中文）
- 大時代的Facebook專頁
- YouTube上的大時代播放列表